# NGC 1575
NGC 1575 este o galaxie spirală situată în constelația Eridanul. A fost descoperită în 10 noiembrie 1885 de către Lewis A. Swift. Se află la o distanță de 91,65 de megaparseci de Pământ.